# Saidjahus peninsulae
Saidjahus peninsulae là một loài chân đều trong họ Eubelidae. Loài này được Vandel miêu tả khoa học năm 1972.